# David Knopfler

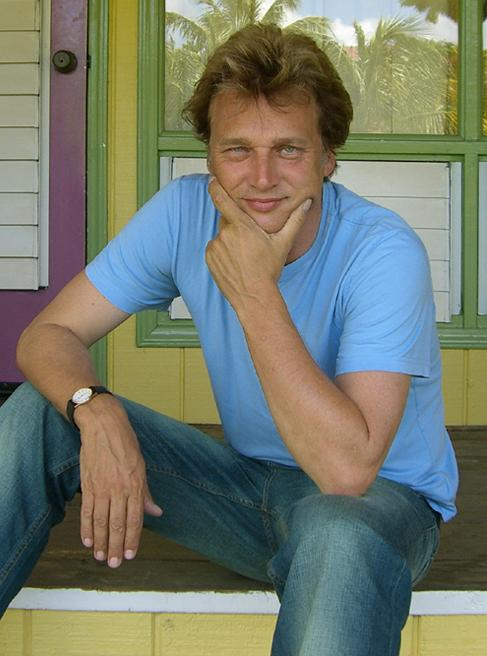
David Knopfler

David Knopfler (Glasgow, 27 december 1952) is een Schotse zanger, gitarist en songschrijver van Hongaars Joodse komaf. Hij is de broer van gitarist Mark Knopfler van Dire Straits. Sinds zijn elfde schrijft hij zijn eigen liedjes en speelt hij verschillende instrumenten, waaronder piano, gitaar en drums.

## Dire Straits-periode
Knopfler en zijn oudere broer richtten in 1977 de band Dire Straits op en hadden een jaar later al hun eerste grote hit met Sultans of Swing. David speelde mee op de eerste twee albums Dire Straits (1978) en Communiqué (1979). Binnen Dire Straits was het Mark Knopfler die de leiding nam, maar David wilde eigenlijk zelf ook muziek maken, dus verliet hij de band in de zomer van 1980 tijdens de opnamen van Making Movies, het derde Dire Straits-album.

## Solocarrière
In 1983 bracht Knopfler Release uit, zijn eerste soloalbum. Op dit album is hier en daar nog het typische geluid van Dire Straits te horen, alhoewel zijn stemgeluid en de brave orkestraties op de plaat duidelijk maken dat het wel degelijk gaat om een soloalbum. Knopfler speelt zelf ook mee in het nummer Madonna's Daughter.
In de jaren tachtig volgden nog meer soloalbums: Behind the Lines (1985), Cut the Wire (1986) en zijn vierde album Lips Against the Steel (1988). Zijn albums kregen weinig aandacht in de media en waren dan ook niet zo succesvol.
Knopfler schreef soundtracks voor de Duitse films Treffer uit 1983 en Der grosse Bellheim en de themamelodie voor de (Schimanski-)Tatort-aflevering "Doppelspiel" uit 1984, onder regie van Hajo Gies. In 1989 schreef Knopfler het thema voor de film Laser Mission en de soundtrack voor de Duitse film Jakob hinter der blauen Tür (1989). In de jaren negentig bracht hij de soloalbums Lifelines (1991), The Giver (1993) en Small Mercies (1995) uit. Op The Giver, een van zijn betere albums, speelt hij grotendeels piano, slaggitaar en harmonica. De leadgitaar is vaak akoestisch en wordt bespeeld door zijn boezemvriend Harry Bogdanovs. Zijn band bestaat verder uit bassist Kuma Harada en drummer Ray Singer.
In 1997 schreef Knopfler het boek Bluff your way in the Rock Business, waarin hij het heeft over het leven van een gemiddelde rockster.
Vier jaar later verscheen zijn achtste soloalbum Wishbones, waarvoor hij beroep deed op de Dire Straits-muzikanten Chris White, Phil Palmer en Alan Clark. Ook Chris Rea was van de partij. Ondertussen werkte hij ook samen met andere artiesten, zoals Wendy Lands, Mack Starks en Amilia Spicer.
Zijn album Ship of Dreams uit 2004 werd goed onthaald door de pers. Het album produceerde hij samen met Harry Bogdanovs. Alan Clark, Pete Shaw en Chris Rea zijn de gastmuzikanten van dienst.
In 2006 verscheen Songs for the Siren, een samenwerking met oud-Rainbow-toetsenist Toney Carey, en in 2009 maakte Knopfler een overzicht van zijn solocarrière in de periode 1983-2008 op het album The Anthology. In november dat jaar toerde hij voor het eerst 'elektrisch' door Duitsland. Zijn vaste gitarist Harry Bogdanovs was van de partij, evenals de bassist en de drummer van Chris Rea.
Buiten muziek schrijven houdt Knopfler zich ook bezig met gedichten schrijven. Zijn eerste dichtbundel Blood Stones and Rhythmic Beasts verscheen in 2005. Verder is hij ook lange tijd lid van Amnesty International.

## Discografie
- 1978 - Dire Straits
- 1979 - Communiqué

### Solo discografie
- 1983 - Release
- 1985 - Behind the Lines
- 1986 - Cut the Wire
- 1988 - Lips Against the Steel
- 1991 - Lifelines
- 1993 - The Giver
- 1995 - Small Mercies
- 2001 - Wishbones
- 2004 - Ship of Dreams
- 2006 - Songs for the Siren
- 2009 - The Anthology
- 2013 - Made in Germany (Live in Erfurt) (with Harry Bogdanovs)
- 2015 - Grace
- 2016 - Anthology Vol. 2 & 3
- 2019 - Heartlands
- 2020 - Last Train Leaving